# Bagneux (Indre)
Bagneux ist eine französische Gemeinde mit 173 Einwohnern (Stand: 1. Januar 2022) im Département Indre in der Region Centre-Val de Loire; sie gehört zum Arrondissement Issoudun und zum Kanton Valençay. Die Einwohner werden Bagneuzéens genannt.

## Geographie
Die Gemeinde Bagneux liegt am Fouzon, rund 25 Kilometer westlich von Vierzon und 42 Kilometer nordnordöstlich von Châteauroux. Nachbargemeinden von Bagneux sind Dun-le-Poëlier im Norden, Anjouin im Nordosten und Osten, Orville im Südosten und Süden, Buxeuil im Südwesten, Poulaines im Westen sowie Saint-Christophe-en-Bazelle im Westen und Nordwesten.

## Geschichte
| Jahr                       | 1962 | 1968 | 1975 | 1982 | 1990 | 1999 | 2006 | 2013 | 2020 |
| Einwohner                  | 324  | 287  | 242  | 193  | 169  | 174  | 187  | 181  | 174  |
| Quellen: Cassini und INSEE |      |      |      |      |      |      |      |      |      |

## Sehenswürdigkeiten
- Kirche Saint-Austrégésille
- Kloster von La Vernusse
- Schloss Venet
- Dolmen Pierre couverte von Bué, Monument historique
- Dolmen Pierre Folle
- Menhire von Tréfoux

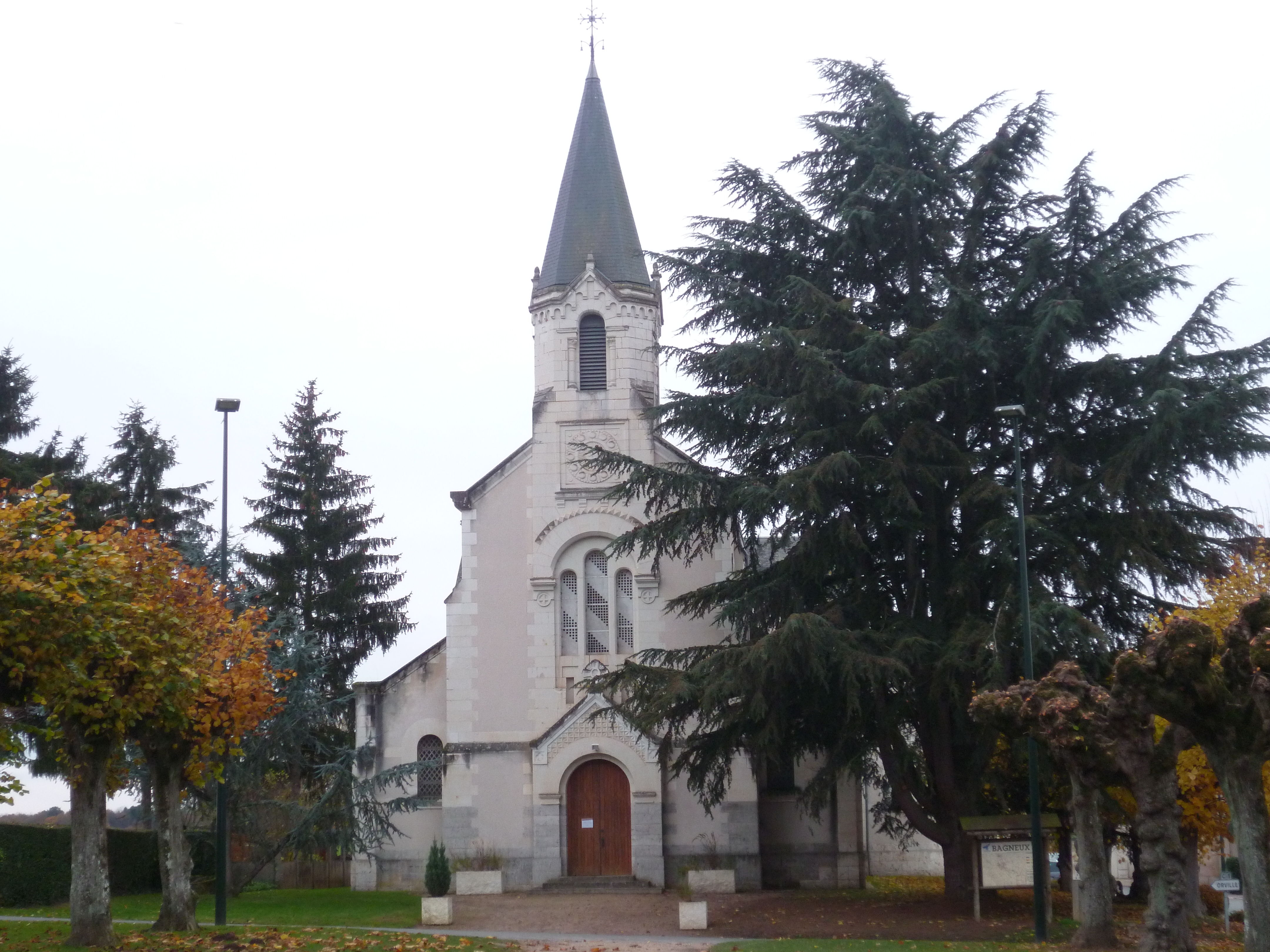
Kirche Saint-Austrégésille
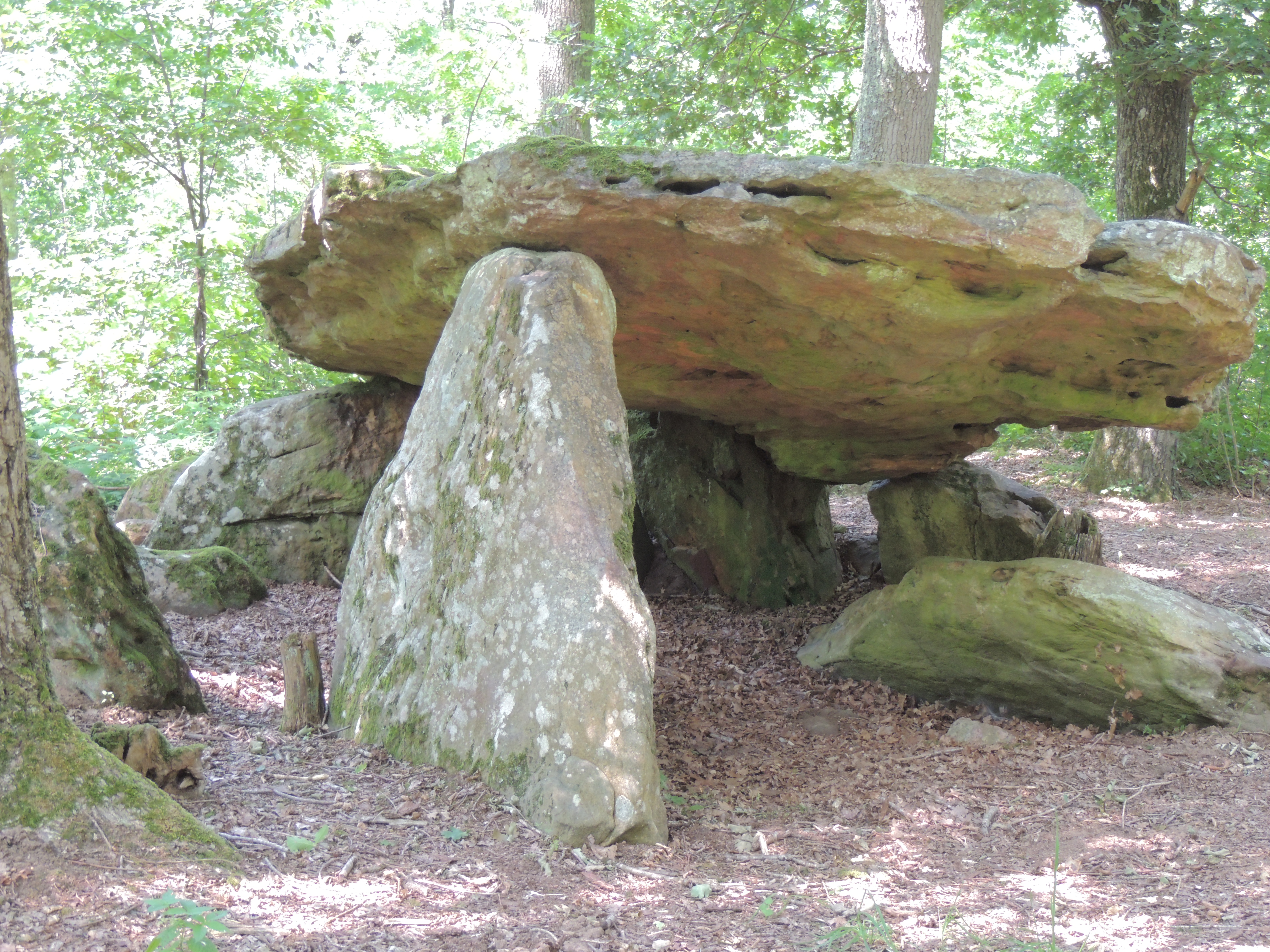
Dolmen Pierre couverte von Bué
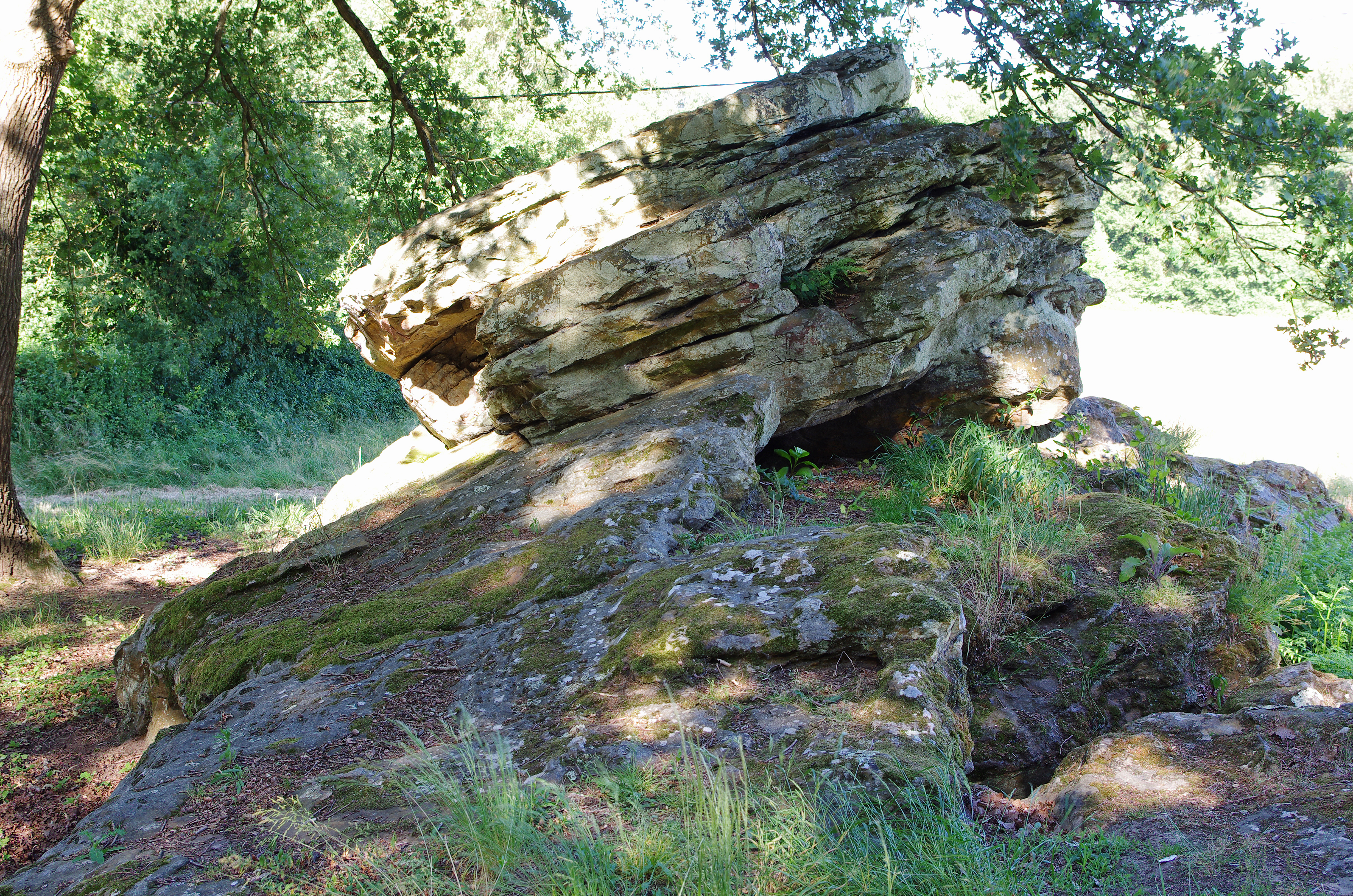
Dolmen Pierre Folle
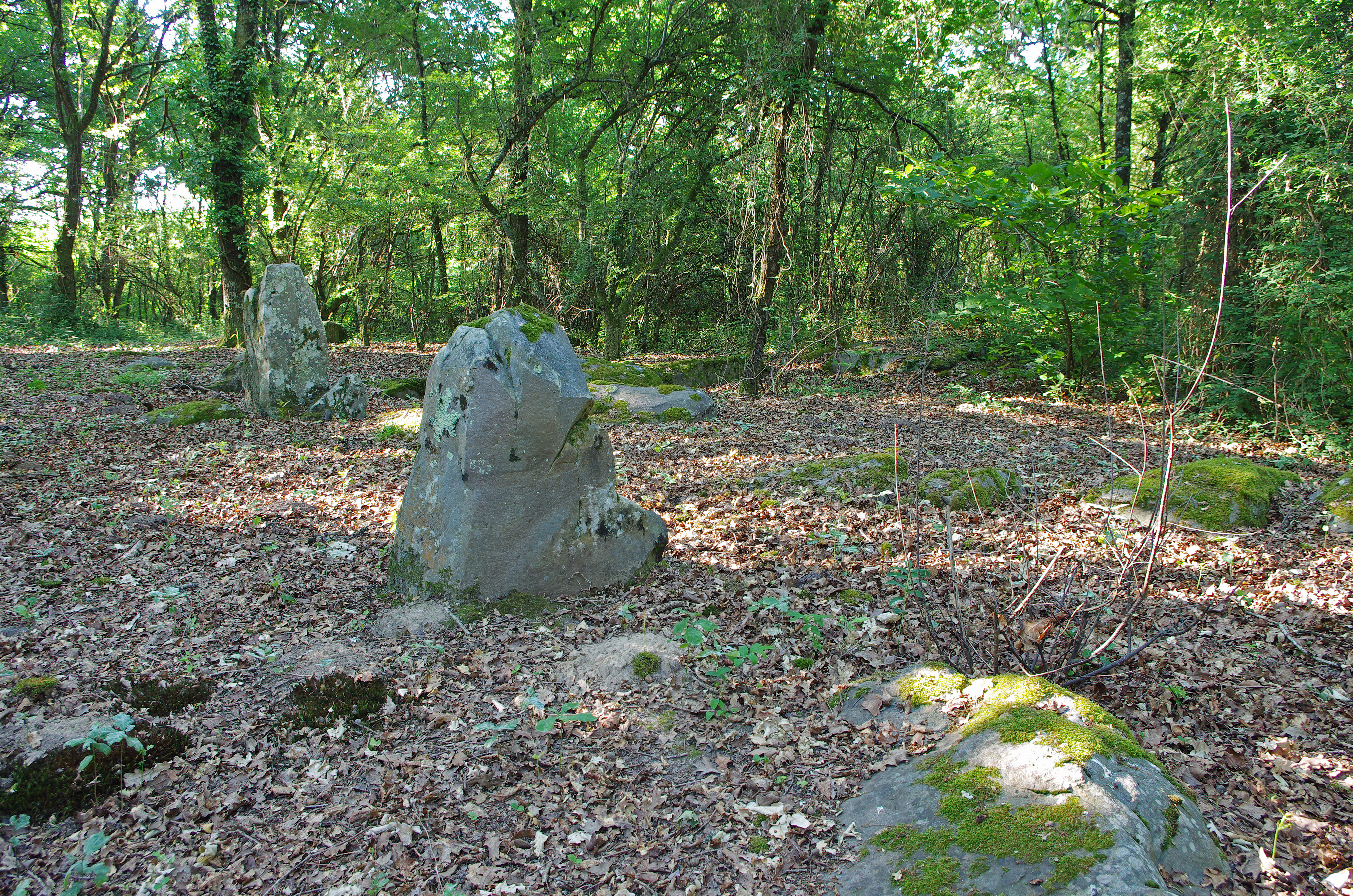
Menhire von Tréfoux